# موسى ويسنر
موسى ويسنر هو محامي وسياسي أمريكي، ولد في 3 يونيو 1815 في Springport, New York ‏ في الولايات المتحدة، وتوفي في 5 يناير 1863 في ليكسينغتون في الولايات المتحدة بسبب حمى التيفوئيد. نشط حزبياً في الحزب الجمهوري. وقد انتخب حاكم ميشيغان ‏ (5 يناير 1859 – 2 يناير 1861).